# 위니펙 제임스 암스트롱 리처드슨 국제공항

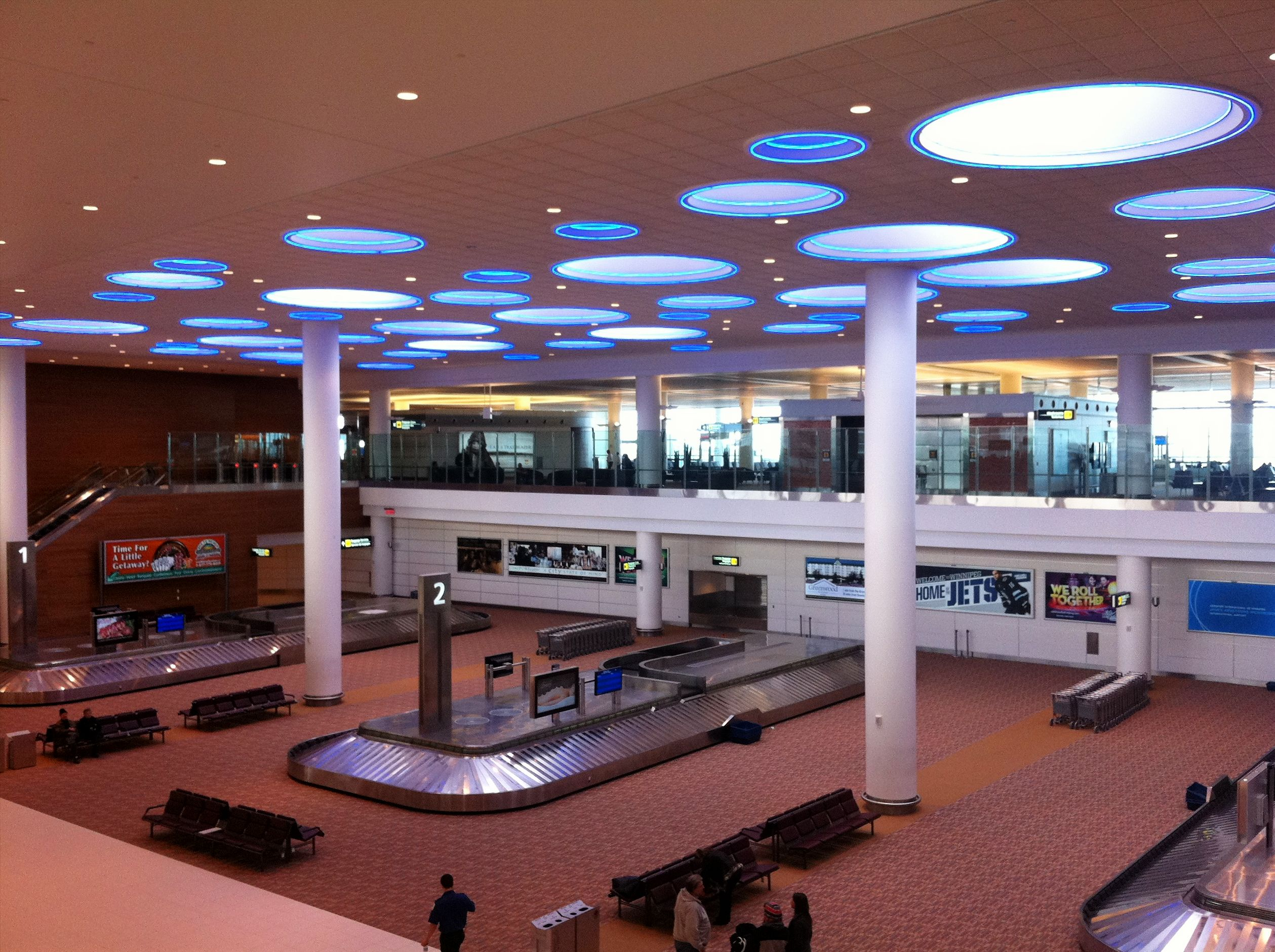

위니펙 제임스 암스트롱 리처드슨 국제공항(Winnipeg James Armstrong Richardson International Airport) 또는 위니펙 국제공항(Winnipeg International Airport), 위니펙 공항(Winnipeg Airport, WJARIA, IATA: YWG, ICAO: CYWG)은 트랜스포트 캐나다가 지정한 국제공항으로, 캐나다 매니토바주 위니페그에 위치해 있다. 캄 에어, 페리미터 에비에이션, 플레어 항공, 카고제트의 허브 공항이다.

## 통계

### 연간 트래픽
| 연도 | 승객 수   | % 변화 |
| ---- | --------- | ------ |
| 2010 | 3,369,974 | 보합   |
| 2011 | 3,389,237 | 0.6%   |
| 2012 | 3,538,175 | 4.4%   |
| 2013 | 3,484,252 | -1.5%  |
| 2014 | 3,669,797 | 5.3%   |
| 2015 | 3,778,035 | 2.9%   |
| 2016 | 4,015,200 | 6.9%   |
| 2017 | 4,305,744 | 7.2%   |
| 2018 | 4,484,343 | 4.5%   |
| 2019 | 4,484,249 | 0.0%   |
| 2020 | 1,299,225 | 71.1%  |